# Gobernación de Samara
La gobernación de Samara (en ruso: Самарская губерния) era una división administrativa del Imperio ruso y después de la R.S.F.S. de Rusia, ubicada sobre la margen izquierda del Volga y con capital en la ciudad de Samara. Creada en 1851, existió hasta 1928.

## Geografía
Al oeste la gobernación de Samara estaba separada por el Volga de los gobiernos de Simbirsk y de Sarátov. Al sur limitaba con la de Astracán, al este con Ufá, Oremburgo y la óblast de Uralsk.
El clima es glacial en invierno, muy caliente en verano, con una pluviosidad media de 400 mm. De las partes donde la nieve queda almacenada durante el invierno permiten guardar reservas de agua suficiente. Las ciudades del margen izquierdo del Volga están construidas a una cierta distancia del río para escapar a las inundaciones. La región de Samara es una de las más ricas en tierras negras (chernozem) favorecedoras para los cultivos de cereales. El Volga, aunque esté  helado 132 días al año, es una vía vital para la navegación fluvial, la importación del bosque de madera y la exportación del trigo.
En 1881, las principales ciudades, además de Samara, eran Nikolayevsk (hoy Pugachov, 15 000 habitantes), Pokrovskoye (de cara a Sarátov), Bugulmá, Buguruslán, Buzuluk, etc.

## Historia
La región, conquistada a los tártaros, poblada a partir del siglo XVI por los cosacos y de campesinos rusos y dotados de puestos y fortalezas. En el siglo XVIII, Catalina II hizo venir a colonos alemanes y suizos, bajo la administración del barón Ferdinand Caneau de Beauregard, así como de los viejos creyentes que encontraron una libertad de culto más grande que en las provincias centrales. La revuelta de Pugachev (1773-1775) interrumpió un momento la serenidad, que retornó luego. En 1857, la gobernación de Samara recibió a los menonitas alemanes; en 1859, a los lituanos de Prusia Oriental y a los montañeros caucásicos deportados durante la guerra de Cáucaso. Al finalizar el siglo XIX, Samara estaba conectada por medio del ferrocarril de la Rusia central con Syzran, por el Transiberiano con Oremburgo, y al mar Caspio por Sarátov y Astracán.
La región de Samara sufrió de la hambruna de 1891-1892, una de las peores del siglo, en la época de León Tolstói.
Durante la Guerra Civil Rusa, Samara fue tomada en mayo de 1918 por los legionarios checoslovacos. De junio a noviembre de 1918, abrigó el comité de los miembros de la Asamblea Constituyente o gobierno de Samara formado por los diputados socialistas revolucionarios en lucha contra la dieta de los bolcheviques. En octubre, Samara fue tomada por el Ejército Rojo y, poco después, el ejecutivo socialista revolucionario fue disuelto por el golpe de Estado del almirante Aleksandr Kolchak.
La región de Samara fue tocada nuevamente por la gran hambruna de 1921-1922. La sequía causó la pérdida del 70% de la cosecha de cereales. En septiembre de 1921, los cuáqueros estadounidenses establecieron su centro de socorro, el American Friends Service Committee, en Buzuluk. Inmediatamente se desbordó: un hogar previsto para 50 niños recibió 654 y, en ausencia de médicos y de desinfectantes, el tifus hizo estragos. En otro hogar para niños, el balance se anotó: «Admitidos: 1 300; muertes: 731». Fueron señalados varios casos de canibalismo. Los socorros fueron organizados mejor en 1922 pero hizo falta esperar la buena cosecha de 1923 para encontrar el equilibrio alimentario.

## Subdivisiones administrativas

Divisiones administrativas de la gobernación de Samara.

Al principio del siglo XX la gobernación de Samara estaba dividida en 7 uyezds: Bugulmá, Buguruslán, Buzuluk, Nikolayevsk, Novouzensk, Samara y Stavropol-del-Volga.

## Población
En 1897 la población del gobierno era de 2 751 336 habitantes, de los cuales 64,5 % eran rusos. Las principales minorías eran los mordvinos (8,7 %), los alemanes (8,2 % y en particular 36,8 % en el uyezd de Novouzensk) y los tártaros (6,0 %).
| Año  | Población |
| ---- | --------- |
| 1853 | 1 388 548 |
| 1863 | 1 690 779 |
| 1885 | 2 412 887 |
| 1897 | 2 751 336 |
| 1910 | 3 535 186 |
| 1925 | 2 542 241 |